# Бозо (маркграф Тосканський)
Бозо (*885—†936), граф Арльський (895—911 та 926—931, як Бозо II), граф Авіньйону (911—931), маркграф Тосканський (931—936), молодший син графа Арльського Теобальда і Берти, дочки короля Лотарингії Лотара II. Його старшим братом був король Італії Гуго.
Бозо підтримував плани Гуго щодо володіння Італією, за що отримав Тосканську марку після зміщення у 931 маркграфа Ламберта. Бозо мав певні плани щодо Лотарингії, оспорюючи цю область в короля Німеччини Генріха I. Тому, в 936 він був зміщений та замінений сином Гуго Губертом.
Бозо був одружений з Віллою, дочкою короля Бургундії Рудольфа I, з якою мав двох дочок:
- Берта або Герсенда, дружина Бозона Прованського, сина Річарда Бургунського
- Вілла, дружина короля Італії Беренгара II.